# Estado Novo (Brasile)

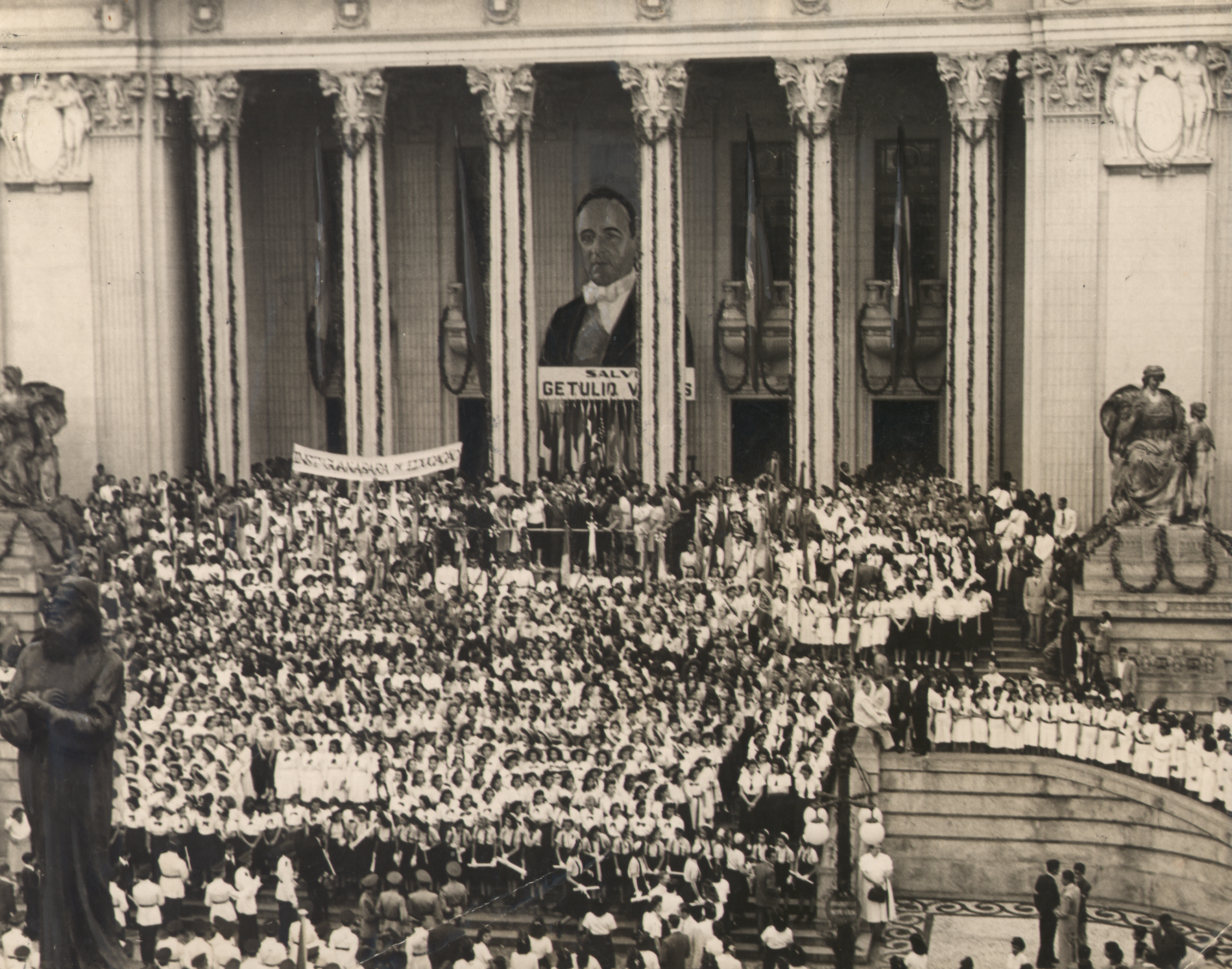
Manifestazione pro-Vargas nel 1942

L'Estado Novo, conosciuto anche come Terza Repubblica, fu il regime politico dittatoriale instaurato da Getúlio Vargas in Brasile il 10 novembre 1937 con un colpo di Stato e durato fino al 31 gennaio 1946, con la nascita della cosiddetta Quarta Repubblica brasiliana ed il conseguente ritorno alla democrazia. Il regime fu caratterizzato dalla centralizzazione del potere, il nazionalismo, l'anticomunismo e l'autoritarismo, ispirandosi in parte anche al fascismo. Fa parte del periodo della storia del Brasile conosciuto come Era Vargas.